# Murums kyrka

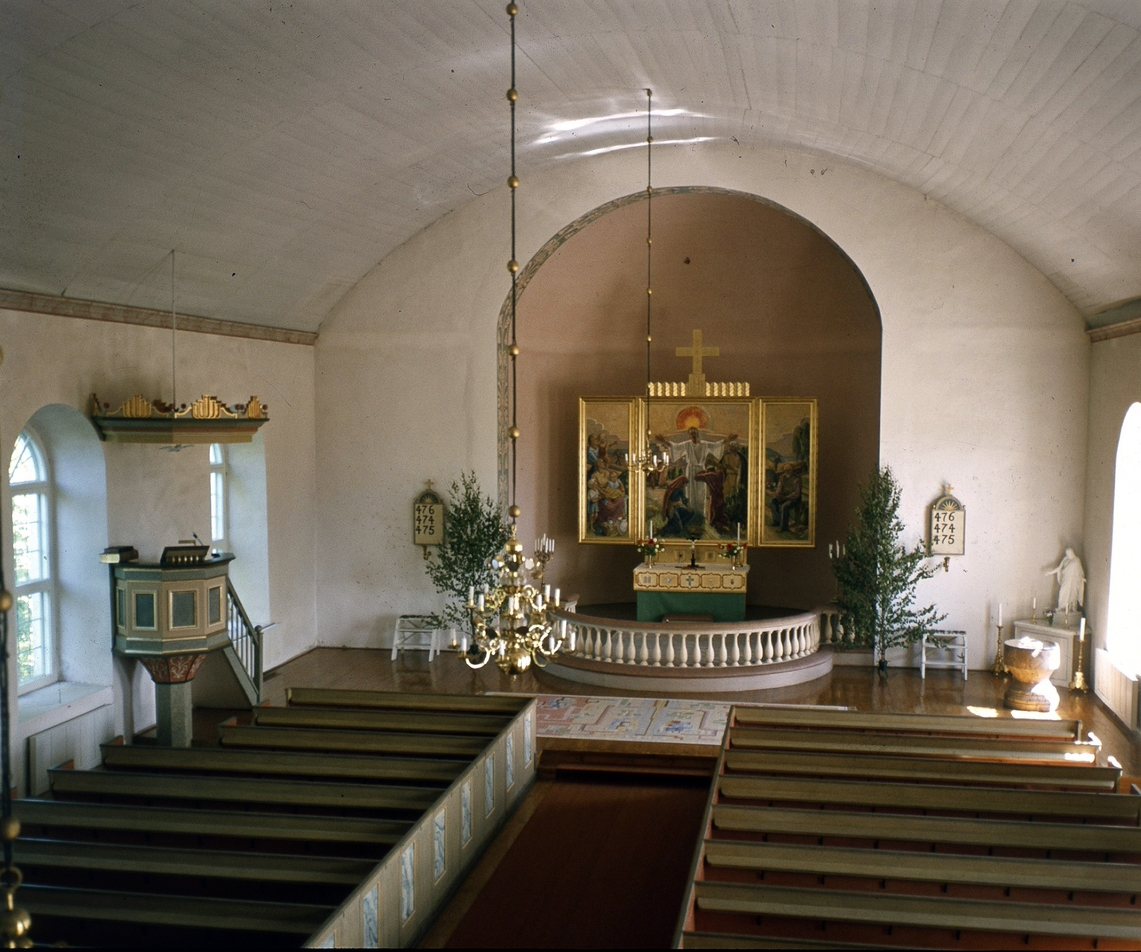
Interiör mot koret 1975

Murums kyrka är en kyrkobyggnad som ligger i den nordvästra delen av Ulricehamns kommun Den tillhör sedan 2006 Hällstads församling (tidigare Murums församling) i Skara stift. 

## Kyrkobyggnaden
Kyrkan uppfördes efter ritningar av Överintendentsämbetets arkitekt Axel Lindegren och invigdes 1850. På kyrkkullen fanns tidigare en medeltida kyrka vars utseende är föga känt. Nuvarande kyrka består av långhus och ett kyrktorn i väster, med ett originellt tak med målade urtavlor. Långhuset har ett sadeltak som är täckt med tvåkupigt tegel på södra sidan och plåt på norra sidan.
Inför kyrkans hundraårsjubileum 1950 genomfördes en omfattande restaurering. Då fick kyrkorummet nytt golv och nya bänkar. Sakristian flyttades från den femsidiga utbyggnaden öster om koret till ett nybyggt rum under läktaren. Altarskranket avlägsnades och altaret flyttas åt öster till sakristians tidigare plats. Ingången vid långhusets södra sida avlägsnades och inredningen byttes till stor del ut.

## Inventarier
- Dopfunt av sandsten tillverkad omkring år 1200 i två delar med höjden 85 cm. Cuppan är cylindrisk med skrånande undersida utan utsmyckning. Foten är rund och utformad som förenklad attisk bas. Genomgående centralt uttömningshål.[1]
- Altartavlan är utförd 1950 av Saga Walli.
- Nuvarande predikstol tillverkades 1916. Ett ljudtak, ritat av arkitekt Ärland Noreen, tillkom 1953.

## Orgel
Orgeln är mekanisk-pneumatisk och ett välbevarat exemplar av Levin Johansson, Liared tillverkad 1904. Den har sju stämmor och manual med bihängd pedal.
| Manual          | Pedal   | Koppel     |
| Borduna 16´ B/D | Bihängd | Man/Man    |
| Principal 8´    |         | Man 4'/Man |
| Rörflöjt 8'     |         |            |
| Salicional 8'   |         |            |
| Violin 8'       |         |            |
| Oktava 4'       |         |            |
| Violin 4'       |         |            |